# Petite rivière Noire (rivière du Loup)
Pour les articles homonymes, voir Petite rivière Noire (homonymie) et Rivière Noire.
La Petite rivière Noire coule les municipalités de Saint-Alexandre-de-Kamouraska (MRC de Kamouraska) et de Saint-Antonin (MRC de Rivière-du-Loup), dans la région administrative du Bas-Saint-Laurent, au Québec, au Canada.
La Petite rivière Noire est un affluent de la rive est de la rivière du Loup (Bas-Saint-Laurent) laquelle coule vers le nord pour se déverser sur la rive sud du fleuve Saint-Laurent à la hauteur de Rivière-du-Loup, dans la municipalité régionale de comté (MRC) de Rivière-du-Loup.

## Géographie
La Petite rivière Noire prend sa source de ruisseaux de montagnes situés dans la municipalité de Saint-Alexandre-de-Kamouraska, au cœur des monts Notre-Dame. Cette source est située à 0,3 km à l'est de la rivière Fourchue, à 1,0 km au nord de la confluence de la rivière Carrier et à 10,7 km au sud du centre du village de Saint-Antonin.
À partir de sa source, la Petite rivière Noire coule sur un total de 6,0 km, répartis selon les segments suivants :
- 0,1 km vers le nord, jusqu'à la limite de Saint-Antonin ;
- 3,3 km vers le nord-ouest, en passant dans le lieu-dit Village-de-la-Blague, jusqu'au chemin du 6e rang ;
- 1,9 km vers l'ouest, mais en s'incurvant vers le nord, jusqu'à la limite de Saint-Alexandre-de-Kamouraska ;
- 0,7 km vers l'ouest, jusqu'à sa confluence.

La Petite rivière Noire se déverse sur la rive est de la rivière du Loup (Bas-Saint-Laurent), dans Saint-Alexandre-de-Kamouraska, à 1,6 km en aval de la confluence de la rivière Fourchue.

## Toponymie
Le toponyme « Petite rivière Noire »  a été officialisé le 5 décembre 1968 à la Commission de toponymie du Québec.